# Freddie Tomlins
Frederick William Edwin Tomlins, detto Freddie (Lambeth, 5 agosto 1919 – 20 giugno 1943), è stato un pattinatore artistico su ghiaccio britannico, specializzato nel singolo.
È deceduto a soli 23 anni durante la seconda guerra mondiale.

## Palmarès
| Evento                    | 1936 | 1937 | 1938 | 1939 |
| ------------------------- | ---- | ---- | ---- | ---- |
| Giochi olimpici invernali | 10°  |      |      |      |
| Campionati mondiali       |      | 5°   | 5°   | 2°   |
| Campionati europei        | 8°   | 4°   | 6°   | 2°   |